# MK 101
El MK 101 Maschinekanone 101 (Canó automàtic 101) era un canó automàtic alemany de 30 mm instal·lat en avions de combat de la Luftwaffe durante la Segona Guerra Mundial.

## Història i desenvolupament
Desenvolupat el 1935 per Rheinmetall-Borsig i designat MK 101, amb el codi "MK" que abreujava el terme Maschinenkanone, el canó MK 101 era del calibre 30 mm. Capaç de disparar nou tipus diferents de municions de 30x184B mm (que anàven des del projectil bàsic explosiu fins als perforants amb nucli de tungstè). El mecanisme d'alimentació del MK 101 funcionava aprofitant el retrocés i la recuperació. La cadència de tir es limitava a uns 230-260 rpm. Potent i precís pel seu temps, es va instal·lar principalment a l'avió d'atac terrestre Henschel Hs 129 a partir de finals de 1941. Alimentat per una carregador de 10 projectils en els primers models o un carregador de tambor de 30 projectils, el MK 101 podia penetrar 75 mm de blindatge a 300 metres i el projectil perforant amb nucli de tungstè era capaç de penetrar a la torreta i l'armadura lateral del tanc pesat KV-1.
Una versió elèctrica del canó MK 101 es va desenvolupar més tard i es va designar MK 103.